# Елесін
Елесін (валлон. Élessene; нід. Heylissem / Heilissem) — муніципалітет Валлонії, розташований у бельгійській провінції Валлонський Брабант. На 1 січня 2006 року загальна кількість населення Елесіна становила 3068 осіб. Загальна площа 16,62 км², що дає щільність населення 185 жителів на км².
Муніципалітет складається з таких районів: Лінсмо, Нірхейліссем і Офейліссем.

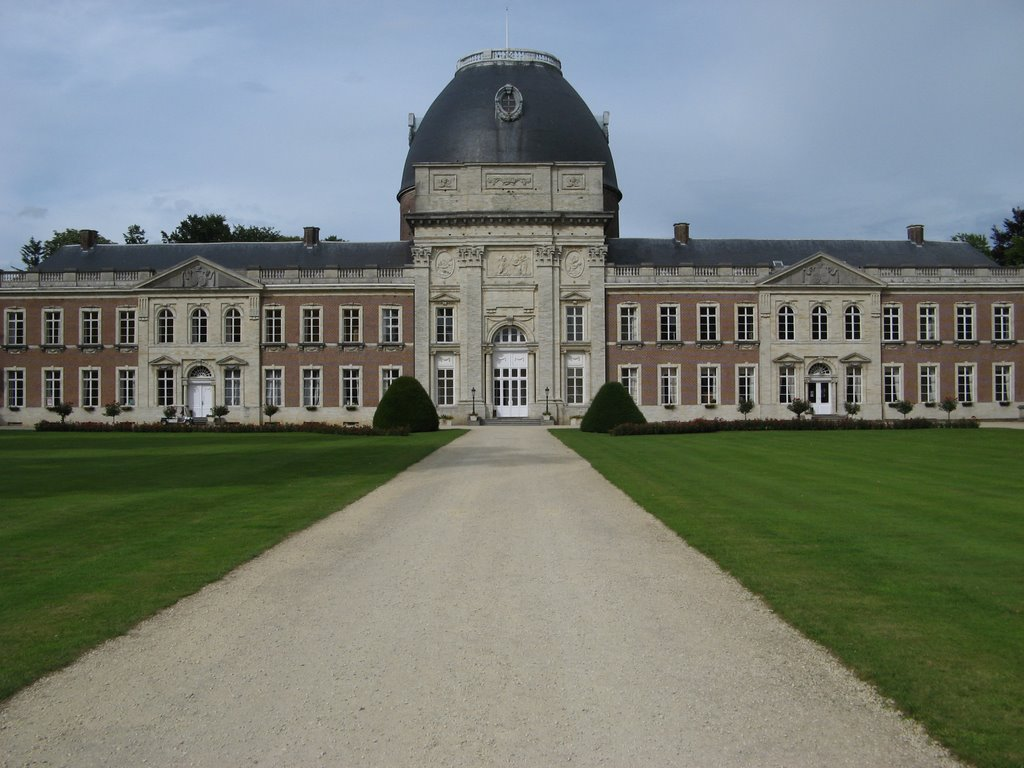
Замок Офейліссем, колишнє премонстратське абатство